# Saut à la perche masculin aux Jeux olympiques de 1912
Pour un article plus général, voir Athlétisme aux Jeux olympiques de 1912.
Navigation
Londres 1908 Anvers 1920
L'épreuve du saut à la perche masculin aux Jeux olympiques de 1912 s'est déroulée les 10 et 11 juillet 1912 au Stade olympique de Stockholm, en Suède. Elle est remportée par l'Américain Harry Babcock.